# Dubaiviken

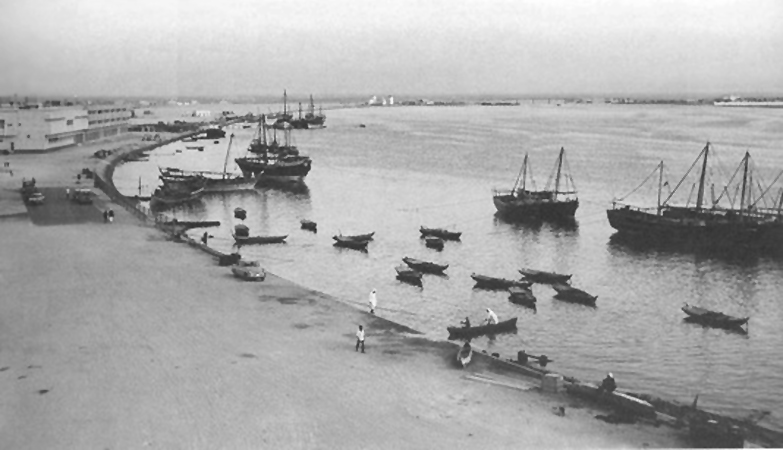
Dubaiviken år 1964.

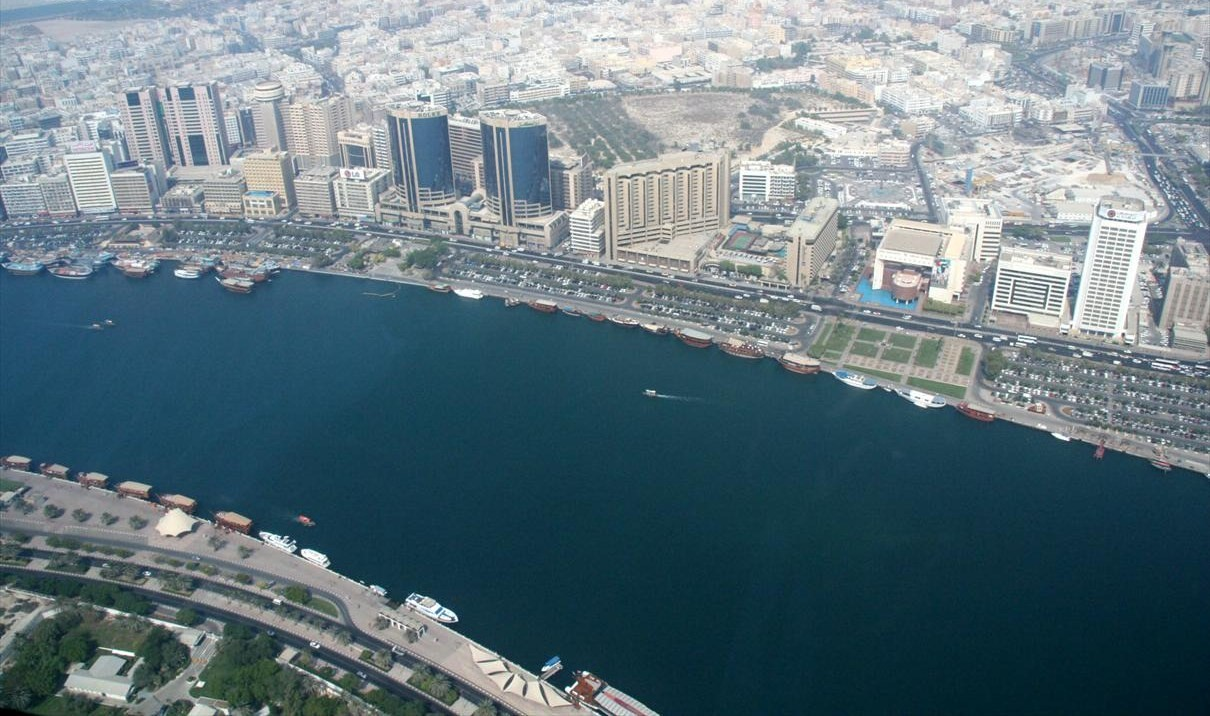
Dubaiviken vid Rigga Al Buteen i Deira-området.

Dubaiviken, (arabiska: Khor Dubai, engelska: Dubai Creek) är en 10 km lång havsarm med smal mynning som skapar en utmärkt naturlig hamn. Platsen har länge varit bebodd och är sedan 1833 kärnan i emiratet Dubai med den gamla staden och hamnen Bur Dubai på ena sidan och det traditionella kommersiella centrumet Deira på andra sidan med bland annat krydd- och guldsouk.
Dubaiviken vidgar sig längre in och bildar ett sankmarksområde med omfattande fågelliv. Under senare år har en kanal byggts som går till området Business Bay. Långsiktigt kan kanalen komma att förlängas genom Satwa och Jumeirah så att Bur Dubai och de äldre delarna av "Nya Dubai" bildar en ö.